# مقاطعة سايو (آيوا)
مقاطعة سايو (بالإنجليزية: Sioux County)‏ هي إحدى مقاطعات ولاية آيوا في الولايات المتحدة الأمريكية.